# Anarchist Academy
Anarchist Academy (AA) ist eine 1992 gegründete deutsche Hip-Hop-Gruppe, die vor allem durch ihre größtenteils sehr politischen und gesellschaftskritischen Texte bekannt wurde. Zusammen mit Too Strong prägte sie die SILO NATION. Die letzte Tour fand im Oktober 2013 statt.

## Bandgeschichte
Stephan Bomm alias Bomba/Big B. aus Lüdenscheid und Hannes Loh alias LJ trafen zuerst im März 1992 aufeinander. Nach ersten gemeinsamen Jams gründeten sie im gleichen Jahr Anarchist Academy. Das erste Tape How To Kill a Racist wurde vom ZAP Fanzine als „Slime des Rap“ bezeichnet, was der Band noch lange nachhing.
Mit ihrem Anfang 1993 auf Wolverine Records veröffentlichten Album Am Rande des Abgrunds nahm die Band Stellung zum Thema „Gewalt und Widerstand“. Kurz darauf stießen mit Babak Soltani, Deadly T und Bütti weitere Mitglieder zur Gruppe. Bei einem Live-Auftritt in Mannheim wurde DJ MoE engagiert und ist fortan festes Bandmitglied.
Als Reaktion auf den Brandanschlag von Solingen produzierte die Band Ende 1993 die Maxi Solingen... Willkommen im Jahr IV nach der Wiedervereinigung. Mit Anarchophobia nahmen Anarchist Academy im Herbst 1994 ihr zweites Album auf, in dem sie vor Heroin warnen und gegen den Kapitalismus und das System rappen.
Nachdem DJ MoE im Herbst 1994 die Band verlassen hatte, wurde DJ Zonic in die Band aufgenommen. Bis 1996 absolvierte die Band vier Deutschland-Tourneen mit über 250 Konzerten. Die Bandmitglieder publizierten zwischenzeitlich auch das musikpolitische Fanzine „Anarchist to the Front“ (ATTF).
Im Sommer 1995 veröffentlichte Deadly T sein Solo-Album Die Hyänen lachen solange, bis sie den schlafenden Löwen wecken, das musikalisch und textlich dem damaligen Stil Anarchist Academys sehr nahe ist. 1996 verließ Bütti die Gruppe.
Aufgrund persönlicher Differenzen verließen Hannes Loh und DJ Zonic 1998 nach dem letzten gemeinsamen Album Rappelkistenkids die Band. Deadly T, Babak und Bomba benannten die Band in „Doppel A“ um und produzierten das Album Featuring.... 1999 verließ dann auch Babak die Band, die sich dann komplett auflöste. Seitdem wurde es stiller um die Musiker; 2003 kam es noch einmal zu einem gemeinsamen Track – allerdings ohne Loh – auf dem Album Rapression des Rappers Chaoze One. Deadly T tauchte auch auf den nächsten Veröffentlichungen von Chaoze One (Koppstoff 2004, Fame 2007) auf. Bütti, Deadly T und Riva (Ex-Bomba) waren auch danach unter dem Namen Anarchist Academy aktiv und veröffentlichten mit Microphone Mafia, Chaoze One & Lotta C, Callya und Meditias das Album La Resistance.
Als Kool Savas 2005 in seinem gegen Eko Fresh gerichteten Disstrack Das Urteil die Zeilen „Du bist ein Typ, der Lügen verbreitet wie Hannes Loh“ rappte, veröffentlichte Anarchist Academy zum ersten Mal seit Jahren wieder in voller Besetzung einen direkt an Kool Savas gerichteten Disstrack im Internet, der allein über intro.de mehr als 25.000 mal heruntergeladen wurde.
Seit Anfang 2011 arbeiteten Anarchist Academy an neuen Songs für das 20-jährige Bandjubiläum im Jahr 2012 und veröffentlichten zunächst die EP Jetset Paranoia über die Bandwebsite. Im Juli 2013 erschien erst die Videosingle Weltweit und dann das Album No World Order. Die letzte Tour fand im Oktober 2013 statt.

## Diskografie (Auswahl)

### Alben
- 1992: How To Kill a Racist (Eigenvertrieb, Demo-Tape)
- 1993: Am Rande des Abgrunds (Wolverine Records)
- 1994: Anarchophobia (Tribehaus Recordings)
- 1998: Rappelkisten Kids (Tribehaus Recordings, Vertrieb: Virgin Records)
- 2013: No World Order (Eigenvertrieb)

### Singles und EPs
- 1993: We Got Your Souls and You Got Our Records (mit Too Strong, Tribehaus Recordings)
- 1993: Partisanen Gegen Deutschland / Deutschland Verrecke! (Eigenvertrieb, 7")
- 1994: Solingen... Willkommen im Jahr IV nach der Wiedervereinigung (Tribehaus Recordings)
- 1994: Fest der Liebe (Tribehaus Recordings, 7", limitiert auf 500 Exemplare)
- 1997: Spiel nicht mit den Schmuddelkindern (Tribehaus Recordings, 12" / MCD)
- 1998: Boyliekilla (Tribehaus Recordings. 12")
- 1999: Schließt sich der Kreis/Fettes Feature (Tribehaus Recordings, 12")
- 2005: Die total verrückten Crazyboys schlagen zurück (Eigenvertrieb, Download-Track)
- 2011: Jetset Paranoia (Eigenvertrieb, Download-EP)